# San Juan Mixtepec Distrito 08
San Juan Mixtepec Distrito 08 là một đô thị thuộc bang Oaxaca, México. Năm 2005, dân số của đô thị này là 7423 người.